# Židovi Bihaća
Židovi su nekadašnja etnička i vjerska skupina koja je djelovala u Bihaću, u Bosni i Hercegovini. Sjedište Židovske općine se nalazilo u Bihaću.

## Povijest
Židovi su se doseljavali u Bihać iz Sarajeva, Travnika i Banjaluke pred kraj osmanske vladavine u Bosni i Hercegovine. Nisu dolazili u skupno, nego pojedinačno. Vremenom broj je rastao, ali nikada nije prelazio 165 osoba, koliko ih je bilo do 1910. godine. U Bihaću je 1910. godine živjelo 128 Sefarda i 37 Aškenaza. Iste godine u cijelom Bihaćkom okrugu živjelo je 206 Sefarda i 69 Aškenaza. Aškenazi su bili u Bihaću u manjini i, bez obzira na sve otpore i netrpeljivosti u odnosima između Sefarda i Aškenaza, domaćih i stranih Židova, prisutne u većim gradovima Bosne i Hercegovine, toga u Bihaću nije bilo i oni su se mirno uključili u rad Sefardske židovske općine, koja je osnovana između 1903. i 1904. godine. Sastajanja i službe su se odvijale u kućnom ambijentu. Godine 1906. na inicijativu rabina Avrama Atijasa započeta je izgradnja sinagoge, koja je bila iste godine osvećena. Predvorje i krov sinagoge držali su četiri grčka stuba. Sinagoga je bila namjenski pravljena, bila je funkcionalna, akustična i s mnogo svjetla.
Židovi Bihaća bili su mali trgovci, voćari, ali uglavnom zanatlije: obućari, limari, instalateri, opančari, sajdžije, brijači, kožari, tapetari, geometri, liječnici, sudije, učiteljice, veterinari i knjigovođe. Osim nekoliko državnih osnovnih škola, jednog klostera, koji su pohađala ženska djeca, postojala je još i Trgovačka škola. Iz Trgovačke škole regrutirale su se prve knjigovođe i mali činovnici. Godine 1912. se ukida Trgovačka škola i osniva osmogodišnja klasična gimnazija. Skoro nije bilo ni jedne židovske obitelji čija 2—3 člana nisu prošla kroz gimnaziju. Djeca koja nisu mogla završiti gimnaziju izučavala su zanate.
U predvečerje Drugog svjetskog rata u Bihaću je živjelo 168 Židova. Živjeli su u svim dijelovima grada, izmiješani s ostalim stanovništvom. Prve njemačke postrojbe došle su u Bihać 13. travnja, a talijanske 17. travnja 1941. godine. Vlast su držale ustaše. U židovske radnje su postavljeni povjerenici. Vlasnici radnji su postavljeni kao besplatna radna snaga. Svi Židovi koji su bili u državnoj službi otpušteni su bez prava na mirovinu. Židovi su se morali registrovati i nositi žutu traku.
Ubrzo su uhićeni, a zatim poubijani, komunisti, među njima i Salamon (Braco) Kaveson i David Atijas. Ugledni Židovi su uhićeni kao taoci. Određena je kontribucija, da Židovi skupe i predaju ustašama 25 kg zlata i 100 kg srebra. Svi su donosili što su imali, ali je sve bilo malo, pa je pokupljeno iz sinagoge što je tamo bilo od srebra: svijećnjaci, nakit za tore i zastori. Sve je to prenijeto ustaškom logorniku.
Dan nakon napada Njemačke na Sovjetski Savez Sovjetski Savez, 23. lipnja 1941. godine, održano je u Županiji veliko savjetovanje i donesena odluka o uništenju Srba i Židova Bihaća. Dana 24. lipnja 1941. godine ustaše su u rane jutarnje sate pokupile sve Židove i Srbe, prebrojavale ih i strpale u 24 kamiona, koje im je stavila na raspolaganje talijanska komanda. Vozači su bili Talijani i odvukli su ih u Kulen Vakuf. 
Iz Kulen-Vakufa Židovi su prebačeni u Bosanski Petrovac, a odatle u Prijedor. Kotarski predsjednik iz Bihaća dao je Židovima dozvolu da mogu ići gdje god žele, samo ne u Bihać. Oni su se razišli po raznim mjestima. Većina je ostala u Prijedoru. Nakon prvog oslobođenja Prijedora u svibnju 1942. godine mladi su stupili u narodnooslobodilački borbu i otišli na Kozaru i Grmeč. Oni Židovi koji su ostali u Prijedoru zajedno su sa Židovima Prijedora, nakon povlačenja partizana, odvedeni u logor i pobijeni. Židovi koji su otišli u Cazin odmah su pokupljeni i odvedeni natrag u Bihać. Svi su poubijani u selu Žegar pokraj Bihaća. Ustaše su porušile Bihaćku sinagogu.
Od ukupno 168 Židova iz Bihaća rat je preživjelo 25. osoba. Danas u Bihaću nema više nijednoga Židova.

## Bihaćki rabini
Prvi rabin u Bihaću je bio Davičo Perera, koji se malo zadržao u Bihaću. Njega je naslijedio Benjamin Alhalel, treći i posljednji rabin je bio Avram Juda Atijas. Došao je vrlo mlad, pun poleta i snage. Voljeli su ga ne samo njegovi Židovi nego i svi građani bez obzira na vjeru. Predavao je i vjeronauku u osnovnim školama i gimnaziji.

## Vanjske poveznice
- Iako u Bihaću više nema Jevreja tragovi njihovog postojanja još su vidljivi